# Horstedt
Horstedt (frisó septentrional Hoorst , danès Horsted) és un municipi del districte de Nordfriesland, dins l'Amt Nordsee-Treene, a l'estat alemany de Slesvig-Holstein. És al nord de Husum en la carretera federal 5, que funciona com una derivació de Husum, al nord i després deriva cap a Niebüll. El 31 de desembre del 2023 tenia 806 habitants.